# Jacques de Savoie-Achaïe
Pour les articles homonymes, voir Jacques de Savoie.
Jacques de Savoie ou Jacques de Savoie-Achaïe, dit aussi de Piémont (it. Giacomo di Savoia-Acaia), né en janvier 1315 et mort dans la même ville le 14 mai 1367 à Pignerol (Piémont), est seigneur de Piémont (1334-1367) et prétendant au titre de prince d'Achaïe ou de Morée, fils du seigneur Philippe Ier.

## Biographie
Jacques de Savoie naît probablement en 1315 (M.-J. de Belgique) ou en janvier 1316 (site MedLands). Il est le fils de Philippe Ier, prince de Piémont, et de sa seconde épouse Catherine de la Tour du Pin ou de Viennois,,.
Il est fiancé par contrat, le 5 mars 1337, Béatrice de Saluces, fille du marquis Thomas II de Saluces.
Lorsque son père meurt en 1334, il est son héritier universel,. Le nouveau seigneur entre dans la ville de Turin la même année.
Charles II d'Anjou, suzerain de la principauté d'Achaïe, reprend cette dernière en 1307 et la confie à son fils Philippe Ier de Tarente. En 1334, elle est entre les mains de Robert d'Anjou-Naples, prince de Tarente. Jacques de Savoie-Achaïe conteste cette autorité et revendique les droits de sa demi-sœur Marguerite, seule enfant survivante de la première épouse de son père, Isabelle de Villehardouin, et épouse de Renaud II de Forez.
Lors de la mort du comte Aymon de Savoie, il n'obtient rien. Fâché, il remet en cause l'accord traitant de la petite région de Canavais et sa capitale Ivrée, située en Piémont, qui correspond à l'un des passages des Alpes. Il se révolte avec le soutien des familles ennemies des Savoie, les Visconti de Milan, le marquis de Saluces et les Routiers. Il taxe les produits en provenance de la Savoie et fait même « exécuter deux officiers du comte venus le citer à comparaître ». Il conteste également l'autorité du comte Amédée VI de Savoie, qui le capture à Pignerol, et lui confisque tous ses biens en Piémont. Ceux-ci lui sont rendus à la suite d'un traité, le 2 juillet 1362,. Le comte l'oblige à se remarier en troisièmes noces avec Marguerite de Beaujeu.
Il établit son testament le 16 mai 1366. Il reconnaît pour héritiers ses deux fils, issus de son dernier mariage.
Jacques de Savoie meurt au cours du mois de mai 1367, à Pignerol,, le site MedLands donne le jour du 14.

## Famille
Jacques de Savoie se marie trois fois, avec Béatrice d'Este, puis Sibylle del Balzo et Marguerite de Beaujeu,.
Il est marié en premières noces en 1338 Béatrice († 1339), fille de Rinaldo II d'Este, condottiere fils du marquis Aldobrandino II d'Este. Ils n'ont pas d'enfant.
Il épouse en secondes noces, le 9 juin 1339, Sibylle († 1362), fille de Raymond, seigneur des Baux. Ils ont un fils Philippe. Ce dernier succède à son père sous le nom de Philippe II.
De nouveau veuf, il se remarie le 16 juillet 1362 avec Marguerite (1346 † 1402), fille d'Édouard Ier, seigneur de Beaujeu, et de Marie de Thil. Ils ont:
- Amédée (1363 † 1402), seigneur de Piémont
- Louis (1364 † 1418), seigneur de Piémont